# Villagarcía (parroquia)

Santa Eulalia de Villagarcía es una parroquia que se localiza en el ayuntamiento de Villagarcía de Arosa, en la Comarca de Salnés. Según el padrón municipal de 2016 tenía 19 465 habitantes (10 164 mujeres y 9 301 hombres), distribuidos en cuatro entidades de población, lo que supone un descenso respeto al año 2010, cuando tenía 19 510 vecinos, pero un aumento notable respeto a 2005, cuando eran 17 456 habitantes.
En esta parroquia se sitúa la capital del municipio. El Nomenclátor de Galicia contempla cuatro lugares en esta parroquia, si bien el IGE sólo registra población en uno de ellos, Villagarcía, en el que se supone anexionados los otros tres .

## Lugares
- O Castro
- A Escardia
- San Roque
- Vilagarcía